# Aleksander Wolszczan
Aleksander Wolszczan (Szczecinek, Polônia, 1946) é um astrônomo polaco. Foi o primeiro a descobrir os planetas extrassolares e planetas que orbitam pulsares.

## Biografia
Ele nasceu em 29 de abril de 1946 em Szczecinek, localizado na atual Pomerânia Ocidental, na Polônia; Na década de 1950, sua família mudou-se para Szczecin. Seu pai, Jerzy Wolszczan, ensinou economia na antiga Politécnica de Szczecin (atualmente Universidade de Tecnologia da Pomerânia Ocidental) e sua mãe, Zofia, trabalhou para a União de Escritores Poloneses. Seu interesse precoce pela astronomia foi inspirado por seu pai que lhe contou histórias e mitos relacionados com constelações estelares e com apenas sete anos de idade, ele já havia aprendido o básico da astronomia e observava o céu noturno usando um pequeno telescópio que ele construiu. Ele se formou na Escola Secundária Stefan Czarniecki VI em Szczecin.

## Carreira científica

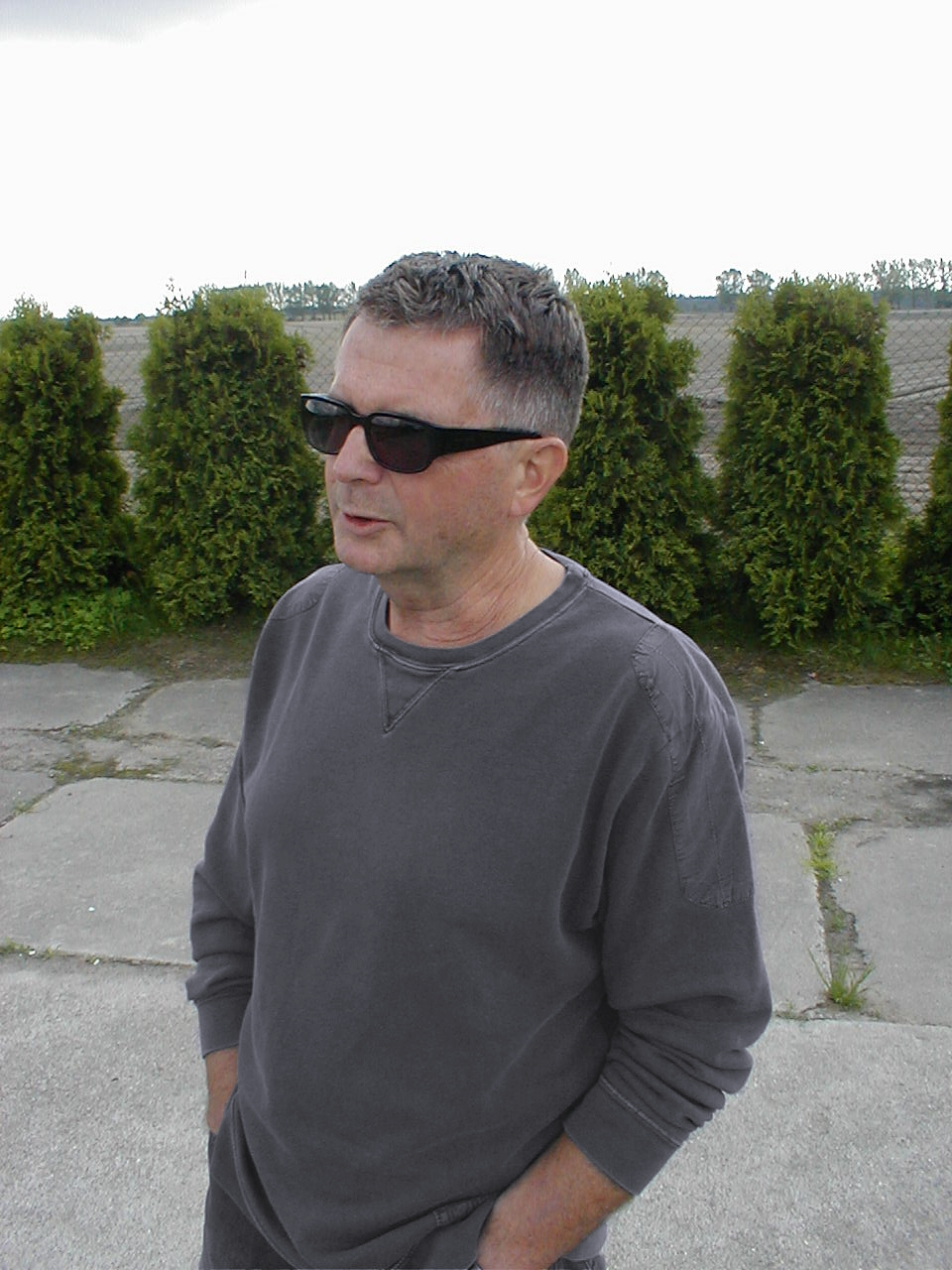
Aleksander Wolszczan

Wolszczan fez um M.Sc. em 1969 e um Ph.D. em 1975 na Universidade Nicolaus Copernicus em Toruń, Polônia. Entre 1969-73 trabalhou no Departamento de Radioastronomia do Instituto de Astronomia. Em 1973, como assistente sênior, mudou-se para Bonn para treinamento no Instituto Max Planck de Radioastronomia. De 1979 a 1982, ele trabalhou no Centro Astronômico da Academia Polonesa de Ciências em Toruń, e em 1982 mudou-se para os Estados Unidos para trabalhar na Universidade Cornell e Princeton. Mais tarde, ele se tornou professor de astronomia na Universidade Estadual da Pensilvânia. De 1994 a 2008, ele também foi professor na Universidade Nicolaus Copernicus. Ele é membro da Academia Polonesa de Ciências.
Trabalhando com Dale Frail, Wolszczan realizou observações astronômicas do Observatório de Arecibo em Porto Rico que os levaram à descoberta do pulsar PSR B1257 + 12 em 1990. Em 1992 eles mostraram que o pulsar era orbitado por dois planetas, cujas massas eram inicialmente avaliadas em 3,4 e 2,8 vezes a massa da Terra. Os raios de suas órbitas são 0,36 e 0,47 UA respectivamente. Esta foi a primeira descoberta confirmada de planetas fora do Sistema Solar (em 6 de outubro de 2017, 3 529 desses planetas eram conhecidos). Wolszczan anunciou suas descobertas em 1992 durante a Reunião da Sociedade Astronômica Americana em Atlanta. Dois anos depois, ele publicou os resultados de sua descoberta e foi escolhido pela revista Nature como o autor de uma das 15 descobertas fundamentais no campo da física. Apesar de algumas dúvidas iniciais de vários especialistas, hoje sua descoberta é considerada totalmente fundamentada. O astrônomo Bohdan Paczyński a chamou de "a maior descoberta de um astrônomo polonês desde Copérnico". Em 1998, a revista Astronomy incluiu sua descoberta entre as 25 maiores descobertas astronômicas de todos os tempos. No Observatório de Arecibo, Wolszczan também colaborou com Joseph H. Taylor Jr e conduziu pesquisas em pulsares de milissegundos.
Em 2003, Maciej Konacki e Wolszczan determinaram as inclinações orbitais dos dois planetas pulsares, mostrando que as massas reais eram de aproximadamente 3,9 e 4,3 massas terrestres, respectivamente.
Em 2007, Wolszczan também fez parte de uma equipe polonesa de astrônomos liderados por Andrzej Niedzielski que descobriu outro planeta fora do Sistema Solar, HD 17092 b, orbitando a estrela HD 17092.
Em 2012, Matthew Route e Wolszczan detectaram rajadas de ondas de rádio emitidas pelo 2MASS J10475385 + 2124234 usando o Observatório de Arecibo. Esta anã marrom T6.5 tem uma temperatura de 800-900 K, tornando-a o objeto subestelar com emissão de rádio mais legal conhecido. Seu campo magnético é mais forte do que 1,7 kG. Em 2016, a equipe descobriu a anã marrom de rotação mais rápida, a T6 WISEPC J112254.73 + 255021.5. Seu período de rotação pode ser de apenas 17 minutos.
Wolszczan é membro de muitas associações científicas que incluem: a Academia Polonesa de Ciências, a Sociedade Astronômica Americana, a Associação Americana para o Avanço das Ciências, a União Internacional de Rádio Ciência, a União Astronômica Internacional e o Instituto Polonês de Artes e Ciências da América.

## Controvérsia
Em 2008, a Gazeta Prawna divulgou que de 1973 a 1988 Wolszczan foi um informante (codinome "Lange") de Służba Bezpieczeństwa da era comunista polonesa, o que ele confirmou, mas ressaltou que estava passando apenas informações sem importância, geralmente conhecidas publicamente, e que ele não fez mal a ninguém. A polêmica resultante na mídia polonesa resultou em sua renúncia da Universidade Nicolaus Copernicus em Toruń. Ele continua ensinando e pesquisando na Penn State.

## Publicações
- A. Wolszczan, D. A. Frail: A planetary system around the millisecond pulsar PSR 1257+12. In: Nature. Vol. 355, Nr. 6356, 9. Jan. 1992, S. 145–147.
- A. Wolszczan: Confirmation of Earth-mass planets orbiting the millisecond pulsar PSR B1257+12. In: Science. Vol. 264, Nr. 5158, 22. Abr. 1994, S. 538–542.
- M. Konacki, A. Wolszczan: Masses and Orbital Inclinations of Planets in the PSR B1257+12 System. In: Astrophysical Journal. Volume 591, Issue 2, 2003, S. L147–L150. Bibcode: 2003ApJ...591L.147K